# Io sto nei boschi
Io sto nei boschi è un libro scritto da Jean Craighead George nel 1959. Narra di come il giovane Sam Gribley impari a vivere nei boschi.

## Trama
Sam Gribley fugge di casa nel mese di maggio con in tasca spago, scure, acciarino e pietra focaia. Facendo l'autostop si allontana da New York in direzione dei Monti Catskill, dove si trova la fattoria abbandonata della sua famiglia. Raggiunti i monti, passa una terribile prima notte accampato su un versante della montagna esposto al vento e senza riuscire ad accendere un fuoco. All'alba si allontana dal suo accampamento e trova una casa. Il proprietario, Bill, lo accoglie, gli offre da mangiare e gli insegna a usare acciarino e pietra focaia e a preparare e cucinare i pesci.

Rimessosi in cammino, Sam raggiunge un paese di montagna, Delhi, nella cui biblioteca cerca informazioni riguardo alla fattoria Gribley, un tempo proprietà del bisnonno. La signorina Turner, la bibliotecaria, disegna a Sam una cartina.

### La famiglia Gribley
(Sam)
Sam Gribley è il protagonista del libro. È un ragazzo di circa dodici anni, con i capelli e gli occhi color nocciola.

Suo padre adora il mare e lavora al porto di New York.

Il suo bisnonno aveva una fattoria nei Monti Catskill e aveva vissuto nei boschi per poi scoprire che amava il mare.

### Altri personaggi
- Terrore,
- n falco
- Signorina Turner
- Jessie James, un procione
- Barone, una donnola
- Bando
- Matt Spell
- Tom Sidler, detto Mister Jacket
- Aaron
- Bill
- John, fratello di Sam
- Jim, fratello di Sam
- Mary, sorella di Sam
- Alice, sorella di Sam
- Hank, fratello di Sam
- Joan, fratello di Sam
- Jake, fratello di Sam
- Nina, sorella di Sam

## Pubblicazione e seguiti
L'editore aveva inizialmente rifiutato di pubblicare l'opera, sostenendo che potesse incoraggiare i ragazzi a vivere nei boschi.
Molti anni dopo questo romanzo, l'autrice ne ha scritto quattro seguiti: On the Far Side of the Mountain (1991), Frightful's Mountain (1999), Frightful's Daughter (2002) e Frightful's Daughter Meets the Baron Weasel (2007).
Jean Craighed George ha tratto ispirazione per l'opera dalla sua giovinezza passata con il padre e i fratelli falconieri nella natura selvaggia.

## Edizioni
- Jean Craighed George, Io sto nei boschi, collana Gru: Giunti Ragazzi Universale, Giunti Editore, 2007,  p. 192, ISBN 978-88-09-05403-5.